# سامويل أرمنتيروس
سامويل أرمنتيروس (بالسويدية: Samuel Armenteros) مواليد 27 مايو 1990 في غوتنبرغ، هو لاعب كرة قدم سويدي يلعب كمهاجم. مثّل منتخب السويد لكرة القدم.

## مرحلة الشباب

### أندية لعب لها
- أورغريتي
- نادي هيرنفين الرياضي

## المسيرة الاحترافية

### أندية لعب لها
- نادي هيرنفين الرياضي
- نادي هيراكليز ألميلو
- نادي رويال أندرلخت الرياضي
- نادي قره باغ لكرة القدم
- نادي الفجيرة
- نادي الخلود

## روابط خارجية
- سامويل أرمنتيروس على موقع الاتحاد الأوربي (الإنجليزية)
- سامويل أرمنتيروس على موقع الدوري الأمريكي (الإنجليزية)
- سامويل أرمنتيروس على موقع قاعدة بيانات كرة القدم.إي يو (الإنجليزية)
- سامويل أرمنتيروس على موقع ناشيونال فوتبول تيمز (الإنجليزية)
- سامويل أرمنتيروس على موقع Soccerway.com (الإنجليزية)
- سامويل أرمنتيروس على موقع عالم كرة القدم.نت (الإنجليزية)
- سامويل أرمنتيروس على موقع AS.com (الإسبانية)